# Corvus meeki
Il corvo di Bougainville (Corvus meeki Rothschild, 1904) è un uccello passeriforme della famiglia dei corvidi.

## Etimologia
Il nome scientifico della specie, meeki, rappresenta un omaggio ad Albert Stewart Meek, esploratore e naturalista inglese, che ottenne gli esemplari poi utilizzati per la descrizione scientifica.

## Descrizione

### Dimensioni
Misura 40-41 cm di lunghezza.

### Aspetto
i tratta di uccelli dall'aspetto robusto e massiccio, muniti di testa arrotondata con becco lungo, appuntito e vistosamente ricurvo verso il basso, collo robusto, ali digitate, zampe forti e coda squadrata e piuttosto corta.
Il piumaggio si presenta interamente di colore nero lucido, con sfumature metalliche bluastre su testa e petto e violacee su dorso, ali e coda.
Il becco e le zampe sono di colore nerastro, mentre gli occhi sono di colore bruno scuro.

## Biologia
Il corvo di Bougainville è un uccello diurno, che vive in piccoli gruppi (costituiti generalmente da una decina di individui) e passa la maggior parte della giornata alla ricerca di cibo fra i rami alti e la canopia: durante la ricerca del cibo, i gruppi si frazionano e gli esemplari si muovono perlopiù da soli o in coppie, ricongiungendosi poi alla sera fra le fronde di un albero dove passare la notte.
Si tratta, come quasi tutti i corvidi, di uccelli molto vocali e piuttosto chiassosi: il richiamo di questi corvi è costituito da gracchi nasali piuttosto fluidi e ripetuti varie volte, simili a quelli del corvo beccobianco.

### Alimentazione
La dieta del corvo di Bougainville è onnivora e opportunistica: essa si compone soprattutto di insetti e altri invertebrati, ma anche di bacche e frutta (soprattutto di papaya), nonché sporadicamente di piccoli invertebrati e uova razziate dai nidi.

### Riproduzione
Le notizie riguardo alla riproduzione del corvo di Bougainville sono scarse e frammentarie: l'osservazione di una femmina in amore in settembre e di un nido (struttura a coppa costruita con rametti intrecciati fra i rami di un albero) in marzo farebbero pensare a una stagione degli amori estesa durante la primavera australe. Le abitudini riproduttive della specie, tuttavia, molto verosimilmente non differiscono in maniera significativa, per modalità e tempistica, da quanto osservabile nelle altre specie di corvo.

## Distribuzione e habitat
Il corvo di Bougainville è endemico delle Isole Salomone, delle quali popola la porzione settentrionale (isole di Buka, Bougainville, come del resto intuibile dal nome comune, e Shortland).
L'habitat di questi uccelli è rappresentato dalle aree alberate: essi popolano sia la foresta pluviale tropicale che le piantagioni, spingendosi anche nelle aree urbane alberate (giardini, parchi, viali).

## Tassonomia
Alcuni autori accorperebbero questa specie con il corvo beccobianco o con il corvo delle Bismarck, con i quali sussistono però rimarchevoli differenze sia a livello morfologico che comportamentale, nonché (soprattutto con la seconda) genetico.
La specie è monotipica.